# Крейг край реката: Крейг преди реката
„Крейг край реката: Крейг преди реката“ (на английски: Craig Before the Creek) е американски анимационен филм от 2023 г., базиран на сериала „Крейг край реката“ за „Картун Нетуърк“. Режисьори на филма са създателите от сериала – Мат Бърнет и Бен Левин. Озвучаващият състав се състои от Филип Соломон, Ноел Уелс, Ейч Майкъл Кронър, Вико Ортиз, Кимбърли Хеберт Грегъри, Байрън Марк Нюсъм, Фил Ламар и Лучия Кънингам. Филмът е предистория на анимационния сериал „Крейг край реката“.
Продуциран от „Картун Нетуърк Студиос“, филмът е излъчен по дигиталните платформи на 11 декември 2023 г. и дебютира по „Картун Нетуърк“ на 13 януари 2024 г.

## Актьорски състав
- Филип Соломон – Крейг
- Ноел Уелс – Келси
- Ейч Майкъл Кронър – Джей Пи / Кракен хлапе / Брайън / Тод
- Вико Ортиз – Серена
- Кимбърли Херберт Грегъри – Никол
- Байрън Марк Нюсъм – Дуан
- Лучия Кънингам – Джесика
- Фил Ламар – Бърнард
- Джеф Трамел – Джеймс / Гибсън
- Джоли Хоанг-Рапапорт – Хана Лий
- Зехра Фазал – Гала / Скаутът Шанън
- Бен Левин – Боби / Тони
- Мат Бърнет – Майстор на жабите / Роджър
- Джесика Маккена – Хендълхарб
- Гунар Сийзмор – Джейсън / Ках / Блум
- Андре Вермеулен – Елиза / Анди
- Дейна Дейвис – Кит
- Наджия Портър – Кристенандра / Неси / Ками
- Карън Фукухара – Алексис

## В България
В България филмът е излъчен премиерно по локалната версия на „Картун Нетуърк“ на 8 юни 2024 г. в събота от 11:05 ч. Излъчва се и по стрийминг платформата „Макс“. Дублажът е нахсинхронен в студио „Про Филмс“.